# Varga László (karnagy)
Varga László (Zirc, 1960. szeptember 19. –) karnagy, zeneszerző, katolikus pap, kanonok.  
A Váci Székesegyház, a Váci Szent Cecília Kórus karnagya, egyházmegyei zeneigazgató, a Váci Egyházmegyei Kántorképző igazgatója, az Országos Magyar Cecília Egyesület igazgatója, a Magyar Liturgikus és Egyházzenei Intézet Egyházzenei referense, a Magyar Katolikus Rádió Vallási és Egyházi Műsorok Szerkesztőségének vezetője, a Váci Székesegyházi Kórusiskola szakmai vezetője.

## Életútja
Korai gyermekkorát Bakonynánán töltötte, ahonnan édesanyja családja származik, és ahová édesapja családját a Felvidékről telepítették. Négyéves korában szüleivel Felsőgödre költöztek. Németh Tibor jezsuita hatására már 12 éves korától kántorizált a helyi templomban. 16 évesen kántori oklevelet szerzett, majd egy évvel később megírta első zenekari miséjét és megalakította a templom kórusát. 1978-ban kezdte meg tanulmányait az Egri Hittudományi Akadémián, ahol kamarakórust szervezett, illetve négy éven át irányította a Szeminárium Kórusát. 1983-ban szentelték pappá, és Kartalra helyezték káplánként, ahol vegyeskart alapított. 1985-ben Turára került, ahol ifjúsági vegyeskart alapított. Ekkorra már jelentős számú kórus és zeneművet is szerzett, melyekről Bárdos Lajos és Halmos László is elismerően nyilatkoztak
1987-től a Váci székesegyház karnagya, és miután dr. Huszár Dezsőtől átvette a Váci Szent Cecília Kórus irányítását, az idők folyamán azt átszervezve az ország legnagyobb egyházi énekkarává fejlesztette. Sorra jelentek meg kompozíciói – zenekari miséi, motettái, népénekei. Megalakította a Váci Katolikus Tudósító folyóiratot, amit 7 éven át szerkesztett. Zenetörténetet tanított a Váci Piarista Gimnáziumban. 1992-ben megszervezte a Váci Egyházmegyei Kántorképzőt, melynek igazgatója lett. 
1993-ban egyházkarnagyi diplomát szerzett, kinevezték egyházzenei igazgatónak, az általa vezetett Szent Cecília Kórus Nívódíjat kapott. 1996-ban megszervezte az Egyházmegyei TV stúdiót, melynek mai napig főszerkesztője. Eközben több tudományos munkában dolgozta fel Vác és a székesegyház zenei hagyatékait. 1999-től az Országos Magyar Cecília Egyesület központi igazgatója. 2000-ben mutatták be nagyzenekari Te Deumát és nemzetközileg is elismert Millenniumi Himnuszát. 2001-ben újraindította a Magyar Kórus folyóiratot, melynek főszerkesztője, és a Magyar Liturgikus és Egyházzenei Intézet egyházzenei főreferense lett. 2004-től a Magyar Katolikus Rádió Egyházzenei és Vallási Szerkesztőségének vezetője. 2005-ben az általa vezetett Szent Cecília Kórus Vác városától Pro Urbe díjat kapott. 2007-ben kinevezték a Kossuth Rádió katolikus műsorainak szerkesztőjévé. 2008-ban egyházzenei karvezető és zeneszerző diplomát vett át a Liszt Ferenc Zeneművészeti Egyetemen. 2009-ben Szeged város felkérésére nagyszabású zenekari művet komponált, e mellett hangzó imakönyvet szerkesztett, és megtervezte a Váci Székesegyház orgonájának felújítását és kibővítését.
2011-ben elindította a Váci Székesegyház Gyermekkórusát és megszervezte az Apor Vilmos Katolikus Főiskolán a felsőfokú egyházzenei képzést. 2012-ben megszervezte a Váci Székesegyházi Kórusiskolát, mely 2015-re alapfokú művészeti iskola besorolást kapott. 2015-ben az általa vezetett Váci Szent Cecília Kórus alapításának 60. évfordulóján nagyszabású koncertet szervezett több száz kórustag, nagyzenekar és szólisták közreműködésével.

## Kórusai
- Felsőgödi Templomi Kórus 1977-79
- Egri Szemináriumi Kórus 1979-1983
- Kartali vegyeskar 1983-85
- Turai ifjúsági kórus 1985
- Váci Szent Cecília Kórus 1986-

A Váci Szent Cecília Kórus az ország legnagyobb egyházi kórusává vált. Varga László irányítása alatt megszámlálhatatlan fellépést jegyeznek országon belül és Európában többek között a római Szent Péter Bazilikában, a párizsi Notre-Dame-ban, a Milánói Dóm-ban, a Lourdesi Bazilikában, vagy a milánói világkiállításon
- Váci Székesegyházi Gyermekkórus 2011-

## Főbb művei
- Zenekari mise
- Te Deum
- Mindszenty himnusz
- Millenniumi himnusz
- 116. zsoltár
- Az andocsi Mária

## Tagságai
- Egyházmegyei Liturgikus Bizottság – tag
- Egyházmegyei Média Bizottság – elnök
- Bárdos Lajos Társaság – tag
- Magyar Gregorián Társaság – tag
- Országos Magyar Cecília Egyesület – központi igazgató
- Magyar Katolikus Újságírók Szövetsége – tag
- KOTA Egyházzenei Szakbizottság – társelnök

## Elismerései
- Neufeld Anna díj 1993
- Pro Diocesi Vaciensi díj 1998
- Pro Urbe díj 2000
- Vác város díszpolgára 2013